# سیارک ۱۹۲۰۸
سیارک ۱۹۲۰۸ (به انگلیسی: 19208 Starrfield، نامگذاری:1992RW) نوزده هزار و دویست و هشتمین سیارک کشف شده‌است که در ۲ سپتامبر ۱۹۹۲ کشف شد.